# Eoraptor lunensis
Eoraptor lunensis ("ladrón del amanecer del Valle de la Luna") es la única especie conocida del género extinto Eoraptor, un dinosaurio saurisquio sauropodomorfo que existió durante el período Triásico Superior, entre 231 a 228 millones de años, entre el Carniano y el Noriano, en lo que hoy es Argentina.

## Descripción
Un Eoraptor adulto medía aproximadamente 1 metro de longitud y 30 centímetros de altura, con un peso estimado de 10 kilogramos. Tenía un cráneo ligeramente construido con una nariz externa ligeramente agrandada. Como los celofisoides que aparecerían millones de años después, Eoraptor tenía una torcedura en sus mandíbulas superiores, entre el maxilar y el premaxilar. Paul Sereno et al. (2013) observaron que la mandíbula inferior tenía una articulación mandibular media.

Eoraptor comparado con un humano.

Poseía extremidades delanteras más bien largas, manos provistas de cinco dedos, con dos de ellos vestigiales, patas adaptadas para la velocidad con 4 dedos, una cola que al correr se mantenía tiesa equilibrando la parte delantera de su cuerpo, un cuello corto, un cráneo alargado y pequeño y un cuerpo liviano. Era un animal digitígrado, es decir, se apoyaba sobre la punta de los dedos de las patas traseras, lo que le permitía moverse a gran velocidad. Sus brazos eran solo de la mitad del tamaño de las patas, terminaban en tres dedos con garras, con lo que debió haber atrapado a sus presas. El fémur del holotipo, el espécimen PVSJ 512 es de 152 milímetros, y la tibia es de 157 milímetros, lo que sugiere que era un corredor rápido. Sus extremidades anteriores son solo la mitad de la longitud de sus extremidades posteriores, lo que sugiere que era bípedo. Todos sus huesos largos tienen ejes huecos. Eoraptor tenía cinco dígitos en cada mano, los tres más largos de los cuales terminaban en grandes garras y probablemente se usaban para manejar presas. Los científicos han supuesto que los dígitos cuarto y quinto eran demasiado pequeños para ser de alguna utilidad en la caza. El ilion es soportado por tres vértebras sacras, a diferencia de la de Herrerasaurus, que es sostenida por solo dos, un rasgo basal. Eoraptor tenía centros vertebrales huecos, una característica presente en algunos de sus ancestros.
Eoraptor fue un carnívoro pequeño. Sus dientes y garras filosas demuestran un estilo de vida activo. Probablemente se alimentaba de reptiles, mamíferos pequeños e insectos. Sin embargo tenía una dentición heterodonta con dientes adaptados para comer carne y otros similares a los de los herbívoros, por lo que se ha sugerido que fuera omnívoro y que esta estrategia de alimentación había evolucionado desde el principio en los dinosaurios. Tiene un amplio contacto entre los huesos del techo del cráneo por delante de los ojos, como en los prosaurópodos. Hay solamente tres vértebras en el sacro. La cresta deltopectoral corre hacia abajo por el eje del húmero, el fémur se modifica para la postura completamente erguida, y hay varios caracteres dinosaurianos en el tobillo, incluyendo un proceso ascendente en el astrágalo.
Bonaparte en 1996 interpretó la órbita ocular relativamente grande del cráneo como un rasgo juvenil. Ronald Tykoski estuvo de acuerdo en 2005 y sugirió que ciertas características del cráneo del espécimen tipo sugerían que era joven, específicamente, los huesos del cráneo no están completamente fusionados, órbitas relativamente grandes y un hocico corto. Paul Sereno et al. en 1993, interpretaron de que Eoraptor era un espécimen adulto basado en el cierre de las suturas en la columna vertebral y la fusión parcial del escapulocoracoide.
Un diagnóstico es una declaración de las características anatómicas de un organismo o grupo que lo distinguen colectivamente de todos los demás organismos. Algunas, pero no todas, de las características en un diagnóstico también son autapomorfias. Una autofomorfia es una característica anatómica distintiva que es exclusiva de un determinado organismo o grupo. Según Sereno et al. en 1993, Eoraptor se puede distinguir por el hecho de que sus dientes premaxilares y maxilares anteriores tienen forma de hoja, las fosas externas están ligeramente agrandadas y se observa que el premaxilar tiene un proceso posterolateral delgado. Max Langer y Michael Benton en 2006 señalaron que Eoraptor se puede distinguir basándose en el hecho de que la parte proximal de su peroné está extremadamente comprimida transversalmente.

## Descubrimiento e investigación
Eoraptor lunensis fue descubierto en 1991 por Ricardo Martínez, miembro del equipo de investigación de una campaña paleontológica organizada por la Universidad de Chicago y el Museo de Ciencias Naturales de San Juan en el Valle de la Luna, ubicado en la cuenca de Ischigualasto. Hace 220 millones de años, el Valle de la Luna era un lugar con frondosos árboles, cubierto de vegetación y atravesado por numerosos ríos, algo extraño para un ambiente Triásico, que comúnmente era desértico y árido.

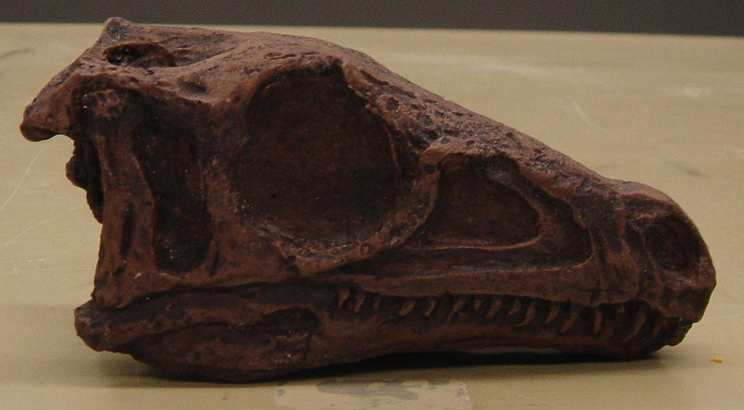
Modelo de cráneo de Eoraptor.

Después de 30 días de exploración Martínez notó una roca que le llamó especialmente la atención y, tras observarla detenidamente, descubrió que se trataba de un cráneo completo, del que sólo se podían observar algunos dientes. Junto al cráneo se encontraba el resto del esqueleto casi completo. En 2009 Ricardo Martínez diría que descubrió al dinosaurio al tirarse al ras del suelo y examinó con mucho cuidado cada fragmento suelto sobre la tierra. Esta técnica también la empleó en el descubrimiento del Panphagia protos. El espécimen fue nombrado por los paleontólogos Sereno, P., Forster, C., Rogers, R. y Monetta, A. como Eoraptor en 1993, considerándoselo el dinosaurio más primitivo jamás descubierto. El espécimen holotipo PVSJ 512 fue descubierto en limolita fangosa del Miembro Cancha de Bochas de la Formación Ischigualasto en Argentina. Los fósiles en esta formación se depositaron en la etapa carniana del período Triásico , hace aproximadamente 235 a 228 millones de años. Llevó casi 12 meses recolectar el holotipo, que luego se envió al Field Museum of Natural History en Chicago para la preparación de William F. Simpson y Bob Masek. El fósil se exhibió por primera vez en Chicago y luego se devolvió a San Juan, Argentina, donde se exhibe en el Museo de Ciencias Naturales.

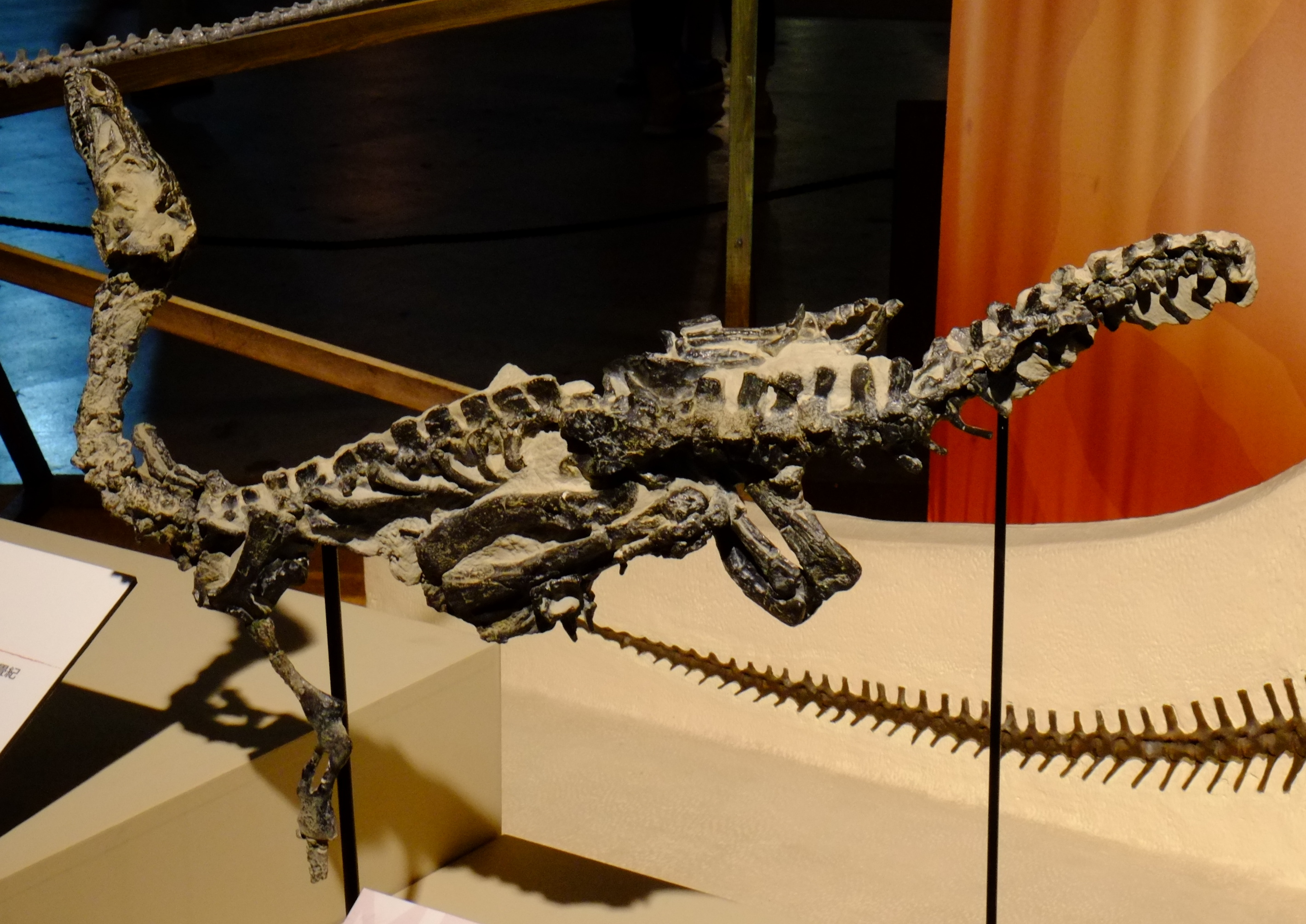
Espécimen holotipo

Eoraptor lunensis significa el "el primer cazador del Valle de la Luna", denotando el nombre de la especie lunensis donde fue descubierto originalmente y el nombre genérico de la combinación de las palabras en griego Eo ηως que significa temprano y de la latina raptor, ladrón. Los paleontólogos estiman que Eoraptor es uno de los géneros de los que descienden los dinosaurios que se diversificaron durante el siguiente período, el Jurásico. Pero se han hallado otros dinosaurios aún más antiguos. El nombre de la especie, lunensis se deriva de las palabras latinas luna que significa "luna", y el sufijo ~ ensis, que significa "habitante". El nombre específico E. lunensis es una referencia a su lugar de descubrimiento: el "Valle de la Luna". Este valle se llama así por su aspecto árido, de otro mundo, evocador de un paisaje lunar.

### Primer dinosaurio
Los científicos iniciaron una serie de revisiones y análisis de los huesos de este dinosaurio en 1993, estableciendo una datación que lo sitúa hace 228 millones de años. El contar con una datación absoluta de los estratos en los que se encontró Eoraptor permite ubicarlo entre los dinosaurios más antiguos conocidos. En coincidencia, muchas de sus características anatómicas demuestran rasgos extraordinariamente primitivos dentro de Dinosauria.  

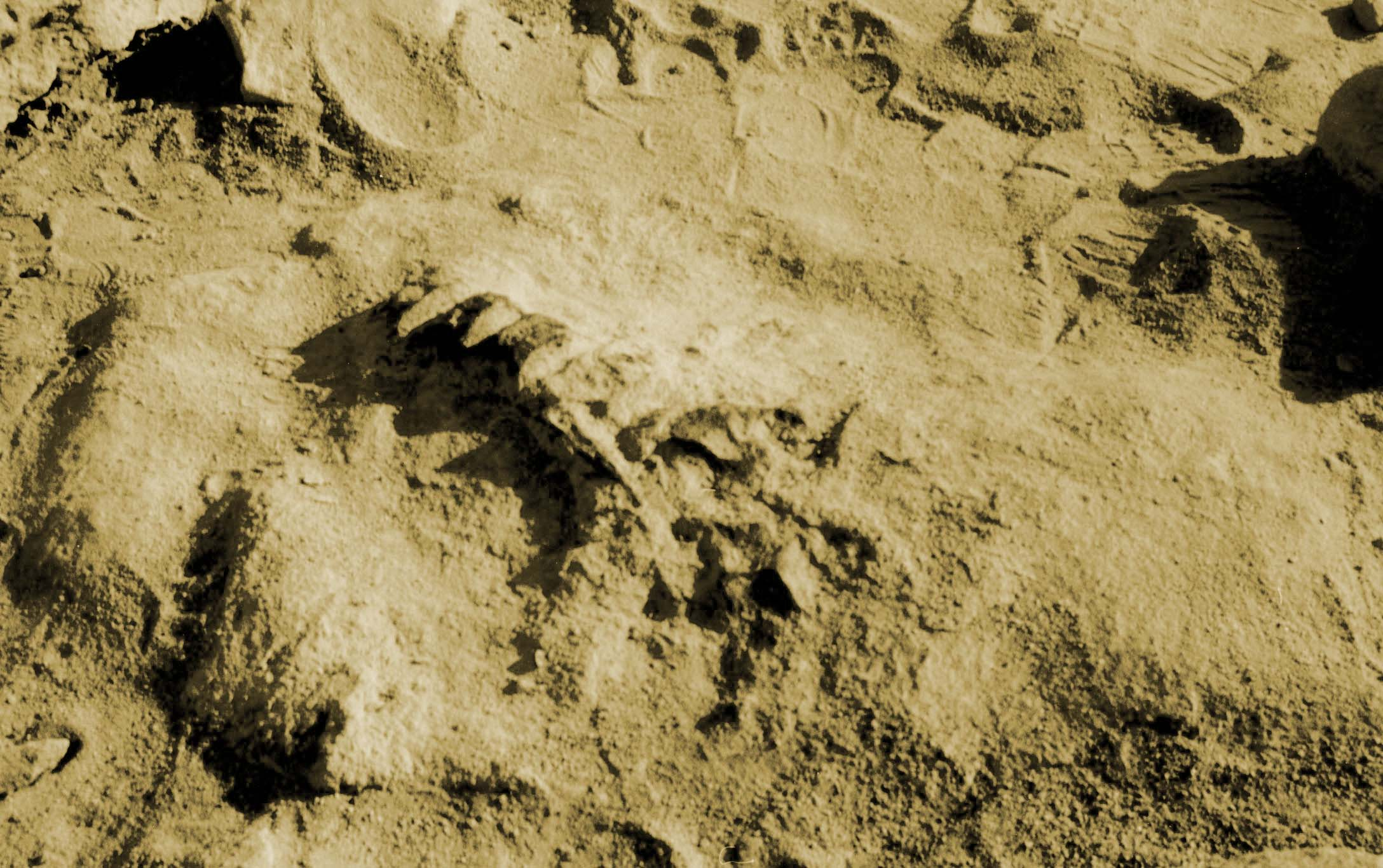
Restos fósiles de Eoraptor.

Su edad fue determinada por varios factores, especialmente porque carecía de las características especializadas de los grupos importantes de dinosaurios posteriores, incluyendo de características depredadoras especializadas. A diferencia de los carnívoros posteriores, carecía una articulación deslizante en la articulación de la mandíbula inferior, con la cual podía sostener una presa grande. Además, solamente algunos de sus dientes estaban curvados y afilados, diferenciándose de los de un predador posterior.
Eoraptor perteneció a un grupo importante de dinosaurios llamados los saurisquios. Sus estructuras de la cadera son similares a la del lagarto moderno. El hecho que el cráneo de Eoraptor poseyera algunos dientes del herbívoro y cinco dedos completamente desarrollados ha llevado a científicos a colocar Eoraptor como más primitivo que incluso Herrerasaurus. Solamente un prosaurópodo, descubiertos recientemente en Madagascar, sea probablemente más antiguo. Existe la posibilidad de que Staurikosaurus pueda ser más primitivo, pero es algo grande. Staurikosaurus parece tener características en común con los prosaurópodos y terópodos, que ha llevado a científicos a preguntar en como se relacionaba Eoraptor a otros dinosaurios primitivos.

## Clasificación
Se sostiene que este animal, miembro del grupo de los primeros saurisquios, dio origen a todos los taxones posteriores de dinosaurios, ya que mantiene características diferenciales en común con cada uno de ellos. Sus mandíbulas poseían dientes muy variados, algunos afilados diseñados para cortar carne como los de los carnosaurios, otros curvados diseñados para triturar hierbas y plantas como los de los saurópodos y algunos en forma de hoja diseñados para arrancar ramas y agujas como los de los ornitópodos, por lo que se cree que pudo haber sido un omnívoro.

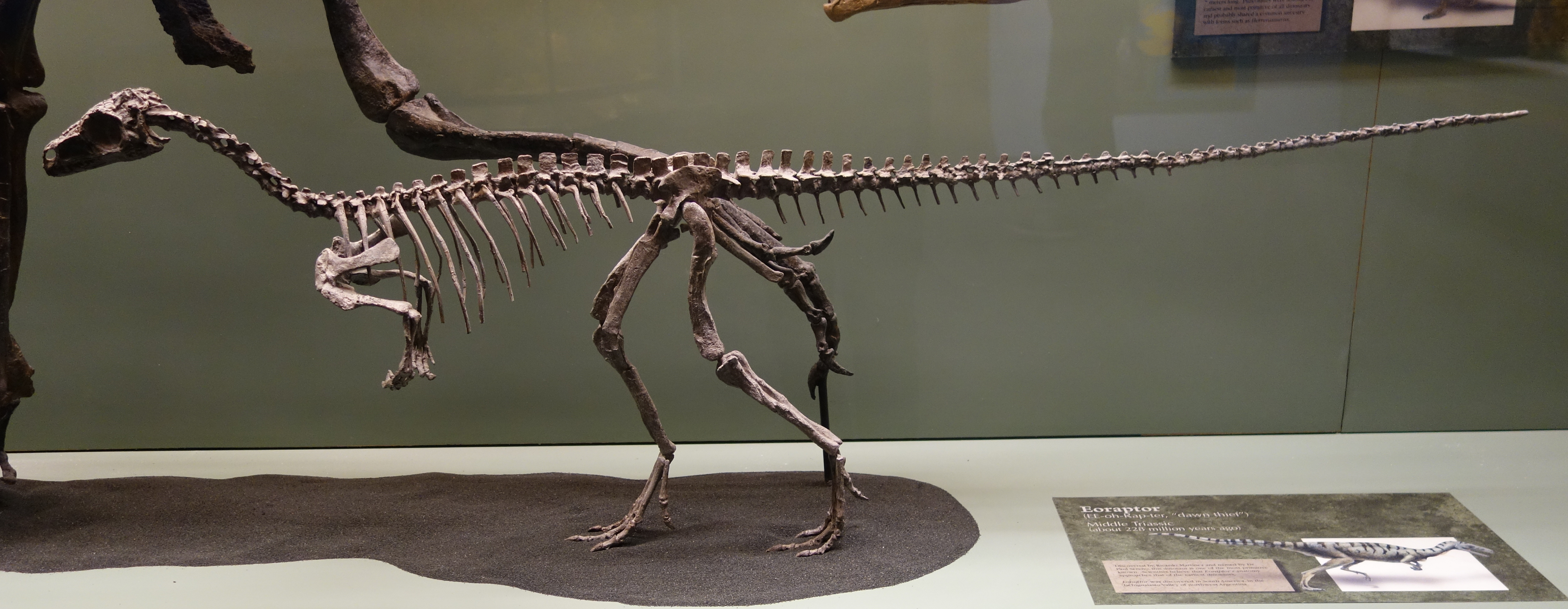
Modelo del esqueleto de Eoraptor en el Museo de la Vida Antigua, Utah.

A Eoraptor se lo ha colocado en dos posiciones distintas en varios análisis cladísticos. Una posibilidad es que sea el terópodo más basal, fuera de un clado que contiene a los herrerasáuridos y los Avepoda, o como un grupo hermano del clado que incluye a los sauropodomorfos y terópodos, Eusaurischia.
En 1993, Paul Sereno y sus colegas describieron y nombraron a Eoraptor y determinaron que era uno de los primeros dinosaurios. Esto se determinó por varios factores, entre otros, porque carecía de las características especializadas de cualquiera de los grupos principales de dinosaurios posteriores, incluida su falta de características depredadoras especializadas. En 1995, Sereno propuso que Eoraptor es el terópodo más antiguo registrado  y está más cerca de "la condición hipotética de dinosaurio que cualquier otro subgrupo de dinosaurios". La colocación precisa de Eoraptor dentro de Dinosauria ha sido inestable, con opiniones que varían a menudo entre un saurisquio basal y un terópodo basal. Cuando fue descrito por primera vez por Sereno y Forster en 1993, fue considerado como un terópodo, basado en su "mano funcionalmente tridáctila" y otras características anatómicas. En 2011, un estudio realizado por Hans-Dieter Sues, Sterling J. Nesbitt , David S. Berman y Amy C. Henrici con una descripción de Daemonosaurus, también concluyó lo mismo y dijo que ahora hay suficientes pruebas fósiles para clasificar con confianza a Eoraptor como un terópodo. El estudio observó que la "serie de caracteres de estados de transición" de los dinosaurios recientemente descubiertos, Daemonosaurus y Tawa también apoyan que Eoraptor es un terópodo basal, y no un saurisquio basal o un sauropodomorfo basal.
Philip Currie en 1997 encontró a Eoraptor anatómicamente más cerca de lo que se consideraría el morfotipo ancestral de los dinosaurios saurisquios y ornitisquios. En 2011, Martínez et al., el equipo que describió a Eodromaeus, descubrió que Eoraptor es un sauropodomorfo basal, con características del grupo. Michael Benton expresó su vacilación al respecto, y afirmó que es "un gran cambio" eliminar a Eoraptor de Theropoda y luego colocarlo en Sauropodomorpha. Un estudio posterior realizado por Apaldetti, Martínez, Alcober y Pol, publicado en 2011, reveló que Eoraptor es un saurisquio cercano a los sauropodomorfos y terópodos, aunque no pudo resolver en cuál de las dos ramas se clasificaría, si es que ese es el caso. Sereno et al. en 201) rediseñaron el esqueleto holotipo y concluyeron que Eoraptor no era un terópodo, sino un sauropodomorfo basal, consistente con la observación anterior hecha por Martínez et al. en 2011.
Un gran análisis filogenético de los primeros dinosaurios realizado por Matthew Baron, David Norman y Paul Barrett en 2017 encontró a Eoraptor como el primer miembro divergente de Theropoda, dentro del clado más grande Ornithoscelida.

### Filogenia
El siguiente árbol familiar ilustra una síntesis de las relaciones de los principales grupos de terópodos basados en varios estudios realizados en la década de 2010, que muestran la posición actual de consenso de Eoraptor.
|           | †Dilophosauridae                                            |
|           |                                                             |
| Averostra | \| \| †Ceratosauria \| \| \| \| \| \| Tetanurae \| \| \| \| |
|           | \| \| †Ceratosauria \| \| \| \| \| \| Tetanurae \| \| \| \| |
|           | †Ceratosauria                                               |
|           |                                                             |
|           | Tetanurae                                                   |
|           |                                                             |

|  | †Ceratosauria |
|  |               |
|  | Tetanurae     |
|  |               |

|           | †Dilophosauridae                                            |
|           |                                                             |
| Averostra | \| \| †Ceratosauria \| \| \| \| \| \| Tetanurae \| \| \| \| |
|           | \| \| †Ceratosauria \| \| \| \| \| \| Tetanurae \| \| \| \| |
|           | †Ceratosauria                                               |
|           |                                                             |
|           | Tetanurae                                                   |
|           |                                                             |

|  | †Ceratosauria |
|  |               |
|  | Tetanurae     |
|  |               |

|           | †Dilophosauridae                                            |
|           |                                                             |
| Averostra | \| \| †Ceratosauria \| \| \| \| \| \| Tetanurae \| \| \| \| |
|           | \| \| †Ceratosauria \| \| \| \| \| \| Tetanurae \| \| \| \| |
|           | †Ceratosauria                                               |
|           |                                                             |
|           | Tetanurae                                                   |
|           |                                                             |

|  | †Ceratosauria |
|  |               |
|  | Tetanurae     |
|  |               |

|           | †Dilophosauridae                                            |
|           |                                                             |
| Averostra | \| \| †Ceratosauria \| \| \| \| \| \| Tetanurae \| \| \| \| |
|           | \| \| †Ceratosauria \| \| \| \| \| \| Tetanurae \| \| \| \| |
|           | †Ceratosauria                                               |
|           |                                                             |
|           | Tetanurae                                                   |
|           |                                                             |

|  | †Ceratosauria |
|  |               |
|  | Tetanurae     |
|  |               |

|           | †Dilophosauridae                                            |
|           |                                                             |
| Averostra | \| \| †Ceratosauria \| \| \| \| \| \| Tetanurae \| \| \| \| |
|           | \| \| †Ceratosauria \| \| \| \| \| \| Tetanurae \| \| \| \| |
|           | †Ceratosauria                                               |
|           |                                                             |
|           | Tetanurae                                                   |
|           |                                                             |

|  | †Ceratosauria |
|  |               |
|  | Tetanurae     |
|  |               |

|           | †Dilophosauridae                                            |
|           |                                                             |
| Averostra | \| \| †Ceratosauria \| \| \| \| \| \| Tetanurae \| \| \| \| |
|           | \| \| †Ceratosauria \| \| \| \| \| \| Tetanurae \| \| \| \| |
|           | †Ceratosauria                                               |
|           |                                                             |
|           | Tetanurae                                                   |
|           |                                                             |

|  | †Ceratosauria |
|  |               |
|  | Tetanurae     |
|  |               |

|           | †Dilophosauridae                                            |
|           |                                                             |
| Averostra | \| \| †Ceratosauria \| \| \| \| \| \| Tetanurae \| \| \| \| |
|           | \| \| †Ceratosauria \| \| \| \| \| \| Tetanurae \| \| \| \| |
|           | †Ceratosauria                                               |
|           |                                                             |
|           | Tetanurae                                                   |
|           |                                                             |

|  | †Ceratosauria |
|  |               |
|  | Tetanurae     |
|  |               |

|           | †Dilophosauridae                                            |
|           |                                                             |
| Averostra | \| \| †Ceratosauria \| \| \| \| \| \| Tetanurae \| \| \| \| |
|           | \| \| †Ceratosauria \| \| \| \| \| \| Tetanurae \| \| \| \| |
|           | †Ceratosauria                                               |
|           |                                                             |
|           | Tetanurae                                                   |
|           |                                                             |

|  | †Ceratosauria |
|  |               |
|  | Tetanurae     |
|  |               |

|           | †Dilophosauridae                                            |
|           |                                                             |
| Averostra | \| \| †Ceratosauria \| \| \| \| \| \| Tetanurae \| \| \| \| |
|           | \| \| †Ceratosauria \| \| \| \| \| \| Tetanurae \| \| \| \| |
|           | †Ceratosauria                                               |
|           |                                                             |
|           | Tetanurae                                                   |
|           |                                                             |

|  | †Ceratosauria |
|  |               |
|  | Tetanurae     |
|  |               |

|           | †Dilophosauridae                                            |
|           |                                                             |
| Averostra | \| \| †Ceratosauria \| \| \| \| \| \| Tetanurae \| \| \| \| |
|           | \| \| †Ceratosauria \| \| \| \| \| \| Tetanurae \| \| \| \| |
|           | †Ceratosauria                                               |
|           |                                                             |
|           | Tetanurae                                                   |
|           |                                                             |

|  | †Ceratosauria |
|  |               |
|  | Tetanurae     |
|  |               |

|           | †Dilophosauridae                                            |
|           |                                                             |
| Averostra | \| \| †Ceratosauria \| \| \| \| \| \| Tetanurae \| \| \| \| |
|           | \| \| †Ceratosauria \| \| \| \| \| \| Tetanurae \| \| \| \| |
|           | †Ceratosauria                                               |
|           |                                                             |
|           | Tetanurae                                                   |
|           |                                                             |

|  | †Ceratosauria |
|  |               |
|  | Tetanurae     |
|  |               |

|           | †Dilophosauridae                                            |
|           |                                                             |
| Averostra | \| \| †Ceratosauria \| \| \| \| \| \| Tetanurae \| \| \| \| |
|           | \| \| †Ceratosauria \| \| \| \| \| \| Tetanurae \| \| \| \| |
|           | †Ceratosauria                                               |
|           |                                                             |
|           | Tetanurae                                                   |
|           |                                                             |

|  | †Ceratosauria |
|  |               |
|  | Tetanurae     |
|  |               |

|           | †Dilophosauridae                                            |
|           |                                                             |
| Averostra | \| \| †Ceratosauria \| \| \| \| \| \| Tetanurae \| \| \| \| |
|           | \| \| †Ceratosauria \| \| \| \| \| \| Tetanurae \| \| \| \| |
|           | †Ceratosauria                                               |
|           |                                                             |
|           | Tetanurae                                                   |
|           |                                                             |

|  | †Ceratosauria |
|  |               |
|  | Tetanurae     |
|  |               |

|           | †Dilophosauridae                                            |
|           |                                                             |
| Averostra | \| \| †Ceratosauria \| \| \| \| \| \| Tetanurae \| \| \| \| |
|           | \| \| †Ceratosauria \| \| \| \| \| \| Tetanurae \| \| \| \| |
|           | †Ceratosauria                                               |
|           |                                                             |
|           | Tetanurae                                                   |
|           |                                                             |

|  | †Ceratosauria |
|  |               |
|  | Tetanurae     |
|  |               |

|           | †Dilophosauridae                                            |
|           |                                                             |
| Averostra | \| \| †Ceratosauria \| \| \| \| \| \| Tetanurae \| \| \| \| |
|           | \| \| †Ceratosauria \| \| \| \| \| \| Tetanurae \| \| \| \| |
|           | †Ceratosauria                                               |
|           |                                                             |
|           | Tetanurae                                                   |
|           |                                                             |

|  | †Ceratosauria |
|  |               |
|  | Tetanurae     |
|  |               |

|           | †Dilophosauridae                                            |
|           |                                                             |
| Averostra | \| \| †Ceratosauria \| \| \| \| \| \| Tetanurae \| \| \| \| |
|           | \| \| †Ceratosauria \| \| \| \| \| \| Tetanurae \| \| \| \| |
|           | †Ceratosauria                                               |
|           |                                                             |
|           | Tetanurae                                                   |
|           |                                                             |

|  | †Ceratosauria |
|  |               |
|  | Tetanurae     |
|  |               |

|           | †Dilophosauridae                                            |
|           |                                                             |
| Averostra | \| \| †Ceratosauria \| \| \| \| \| \| Tetanurae \| \| \| \| |
|           | \| \| †Ceratosauria \| \| \| \| \| \| Tetanurae \| \| \| \| |
|           | †Ceratosauria                                               |
|           |                                                             |
|           | Tetanurae                                                   |
|           |                                                             |

|  | †Ceratosauria |
|  |               |
|  | Tetanurae     |
|  |               |

|           | †Dilophosauridae                                            |
|           |                                                             |
| Averostra | \| \| †Ceratosauria \| \| \| \| \| \| Tetanurae \| \| \| \| |
|           | \| \| †Ceratosauria \| \| \| \| \| \| Tetanurae \| \| \| \| |
|           | †Ceratosauria                                               |
|           |                                                             |
|           | Tetanurae                                                   |
|           |                                                             |

|  | †Ceratosauria |
|  |               |
|  | Tetanurae     |
|  |               |

|           | †Dilophosauridae                                            |
|           |                                                             |
| Averostra | \| \| †Ceratosauria \| \| \| \| \| \| Tetanurae \| \| \| \| |
|           | \| \| †Ceratosauria \| \| \| \| \| \| Tetanurae \| \| \| \| |
|           | †Ceratosauria                                               |
|           |                                                             |
|           | Tetanurae                                                   |
|           |                                                             |

|  | †Ceratosauria |
|  |               |
|  | Tetanurae     |
|  |               |

|           | †Dilophosauridae                                            |
|           |                                                             |
| Averostra | \| \| †Ceratosauria \| \| \| \| \| \| Tetanurae \| \| \| \| |
|           | \| \| †Ceratosauria \| \| \| \| \| \| Tetanurae \| \| \| \| |
|           | †Ceratosauria                                               |
|           |                                                             |
|           | Tetanurae                                                   |
|           |                                                             |

|  | †Ceratosauria |
|  |               |
|  | Tetanurae     |
|  |               |

|           | †Dilophosauridae                                            |
|           |                                                             |
| Averostra | \| \| †Ceratosauria \| \| \| \| \| \| Tetanurae \| \| \| \| |
|           | \| \| †Ceratosauria \| \| \| \| \| \| Tetanurae \| \| \| \| |
|           | †Ceratosauria                                               |
|           |                                                             |
|           | Tetanurae                                                   |
|           |                                                             |

|  | †Ceratosauria |
|  |               |
|  | Tetanurae     |
|  |               |

|           | †Dilophosauridae                                            |
|           |                                                             |
| Averostra | \| \| †Ceratosauria \| \| \| \| \| \| Tetanurae \| \| \| \| |
|           | \| \| †Ceratosauria \| \| \| \| \| \| Tetanurae \| \| \| \| |
|           | †Ceratosauria                                               |
|           |                                                             |
|           | Tetanurae                                                   |
|           |                                                             |

|  | †Ceratosauria |
|  |               |
|  | Tetanurae     |
|  |               |

|           | †Dilophosauridae                                            |
|           |                                                             |
| Averostra | \| \| †Ceratosauria \| \| \| \| \| \| Tetanurae \| \| \| \| |
|           | \| \| †Ceratosauria \| \| \| \| \| \| Tetanurae \| \| \| \| |
|           | †Ceratosauria                                               |
|           |                                                             |
|           | Tetanurae                                                   |
|           |                                                             |

|  | †Ceratosauria |
|  |               |
|  | Tetanurae     |
|  |               |

|           | †Dilophosauridae                                            |
|           |                                                             |
| Averostra | \| \| †Ceratosauria \| \| \| \| \| \| Tetanurae \| \| \| \| |
|           | \| \| †Ceratosauria \| \| \| \| \| \| Tetanurae \| \| \| \| |
|           | †Ceratosauria                                               |
|           |                                                             |
|           | Tetanurae                                                   |
|           |                                                             |

|  | †Ceratosauria |
|  |               |
|  | Tetanurae     |
|  |               |

|           | †Dilophosauridae                                            |
|           |                                                             |
| Averostra | \| \| †Ceratosauria \| \| \| \| \| \| Tetanurae \| \| \| \| |
|           | \| \| †Ceratosauria \| \| \| \| \| \| Tetanurae \| \| \| \| |
|           | †Ceratosauria                                               |
|           |                                                             |
|           | Tetanurae                                                   |
|           |                                                             |

|  | †Ceratosauria |
|  |               |
|  | Tetanurae     |
|  |               |

|           | †Dilophosauridae                                            |
|           |                                                             |
| Averostra | \| \| †Ceratosauria \| \| \| \| \| \| Tetanurae \| \| \| \| |
|           | \| \| †Ceratosauria \| \| \| \| \| \| Tetanurae \| \| \| \| |
|           | †Ceratosauria                                               |
|           |                                                             |
|           | Tetanurae                                                   |
|           |                                                             |

|  | †Ceratosauria |
|  |               |
|  | Tetanurae     |
|  |               |

|           | †Dilophosauridae                                            |
|           |                                                             |
| Averostra | \| \| †Ceratosauria \| \| \| \| \| \| Tetanurae \| \| \| \| |
|           | \| \| †Ceratosauria \| \| \| \| \| \| Tetanurae \| \| \| \| |
|           | †Ceratosauria                                               |
|           |                                                             |
|           | Tetanurae                                                   |
|           |                                                             |

|  | †Ceratosauria |
|  |               |
|  | Tetanurae     |
|  |               |

|           | †Dilophosauridae                                            |
|           |                                                             |
| Averostra | \| \| †Ceratosauria \| \| \| \| \| \| Tetanurae \| \| \| \| |
|           | \| \| †Ceratosauria \| \| \| \| \| \| Tetanurae \| \| \| \| |
|           | †Ceratosauria                                               |
|           |                                                             |
|           | Tetanurae                                                   |
|           |                                                             |

|  | †Ceratosauria |
|  |               |
|  | Tetanurae     |
|  |               |

|           | †Dilophosauridae                                            |
|           |                                                             |
| Averostra | \| \| †Ceratosauria \| \| \| \| \| \| Tetanurae \| \| \| \| |
|           | \| \| †Ceratosauria \| \| \| \| \| \| Tetanurae \| \| \| \| |
|           | †Ceratosauria                                               |
|           |                                                             |
|           | Tetanurae                                                   |
|           |                                                             |

|  | †Ceratosauria |
|  |               |
|  | Tetanurae     |
|  |               |

|           | †Dilophosauridae                                            |
|           |                                                             |
| Averostra | \| \| †Ceratosauria \| \| \| \| \| \| Tetanurae \| \| \| \| |
|           | \| \| †Ceratosauria \| \| \| \| \| \| Tetanurae \| \| \| \| |
|           | †Ceratosauria                                               |
|           |                                                             |
|           | Tetanurae                                                   |
|           |                                                             |

|  | †Ceratosauria |
|  |               |
|  | Tetanurae     |
|  |               |

|           | †Dilophosauridae                                            |
|           |                                                             |
| Averostra | \| \| †Ceratosauria \| \| \| \| \| \| Tetanurae \| \| \| \| |
|           | \| \| †Ceratosauria \| \| \| \| \| \| Tetanurae \| \| \| \| |
|           | †Ceratosauria                                               |
|           |                                                             |
|           | Tetanurae                                                   |
|           |                                                             |

|  | †Ceratosauria |
|  |               |
|  | Tetanurae     |
|  |               |

|           | †Dilophosauridae                                            |
|           |                                                             |
| Averostra | \| \| †Ceratosauria \| \| \| \| \| \| Tetanurae \| \| \| \| |
|           | \| \| †Ceratosauria \| \| \| \| \| \| Tetanurae \| \| \| \| |
|           | †Ceratosauria                                               |
|           |                                                             |
|           | Tetanurae                                                   |
|           |                                                             |

|  | †Ceratosauria |
|  |               |
|  | Tetanurae     |
|  |               |

|           | †Dilophosauridae                                            |
|           |                                                             |
| Averostra | \| \| †Ceratosauria \| \| \| \| \| \| Tetanurae \| \| \| \| |
|           | \| \| †Ceratosauria \| \| \| \| \| \| Tetanurae \| \| \| \| |
|           | †Ceratosauria                                               |
|           |                                                             |
|           | Tetanurae                                                   |
|           |                                                             |

|  | †Ceratosauria |
|  |               |
|  | Tetanurae     |
|  |               |

|           | †Dilophosauridae                                            |
|           |                                                             |
| Averostra | \| \| †Ceratosauria \| \| \| \| \| \| Tetanurae \| \| \| \| |
|           | \| \| †Ceratosauria \| \| \| \| \| \| Tetanurae \| \| \| \| |
|           | †Ceratosauria                                               |
|           |                                                             |
|           | Tetanurae                                                   |
|           |                                                             |

|  | †Ceratosauria |
|  |               |
|  | Tetanurae     |
|  |               |

|           | †Dilophosauridae                                            |
|           |                                                             |
| Averostra | \| \| †Ceratosauria \| \| \| \| \| \| Tetanurae \| \| \| \| |
|           | \| \| †Ceratosauria \| \| \| \| \| \| Tetanurae \| \| \| \| |
|           | †Ceratosauria                                               |
|           |                                                             |
|           | Tetanurae                                                   |
|           |                                                             |

|  | †Ceratosauria |
|  |               |
|  | Tetanurae     |
|  |               |

|           | †Dilophosauridae                                            |
|           |                                                             |
| Averostra | \| \| †Ceratosauria \| \| \| \| \| \| Tetanurae \| \| \| \| |
|           | \| \| †Ceratosauria \| \| \| \| \| \| Tetanurae \| \| \| \| |
|           | †Ceratosauria                                               |
|           |                                                             |
|           | Tetanurae                                                   |
|           |                                                             |

|  | †Ceratosauria |
|  |               |
|  | Tetanurae     |
|  |               |

|           | †Dilophosauridae                                            |
|           |                                                             |
| Averostra | \| \| †Ceratosauria \| \| \| \| \| \| Tetanurae \| \| \| \| |
|           | \| \| †Ceratosauria \| \| \| \| \| \| Tetanurae \| \| \| \| |
|           | †Ceratosauria                                               |
|           |                                                             |
|           | Tetanurae                                                   |
|           |                                                             |

|  | †Ceratosauria |
|  |               |
|  | Tetanurae     |
|  |               |

|           | †Dilophosauridae                                            |
|           |                                                             |
| Averostra | \| \| †Ceratosauria \| \| \| \| \| \| Tetanurae \| \| \| \| |
|           | \| \| †Ceratosauria \| \| \| \| \| \| Tetanurae \| \| \| \| |
|           | †Ceratosauria                                               |
|           |                                                             |
|           | Tetanurae                                                   |
|           |                                                             |

|  | †Ceratosauria |
|  |               |
|  | Tetanurae     |
|  |               |

|           | †Dilophosauridae                                            |
|           |                                                             |
| Averostra | \| \| †Ceratosauria \| \| \| \| \| \| Tetanurae \| \| \| \| |
|           | \| \| †Ceratosauria \| \| \| \| \| \| Tetanurae \| \| \| \| |
|           | †Ceratosauria                                               |
|           |                                                             |
|           | Tetanurae                                                   |
|           |                                                             |

|  | †Ceratosauria |
|  |               |
|  | Tetanurae     |
|  |               |

|           | †Dilophosauridae                                            |
|           |                                                             |
| Averostra | \| \| †Ceratosauria \| \| \| \| \| \| Tetanurae \| \| \| \| |
|           | \| \| †Ceratosauria \| \| \| \| \| \| Tetanurae \| \| \| \| |
|           | †Ceratosauria                                               |
|           |                                                             |
|           | Tetanurae                                                   |
|           |                                                             |

|  | †Ceratosauria |
|  |               |
|  | Tetanurae     |
|  |               |

|           | †Dilophosauridae                                            |
|           |                                                             |
| Averostra | \| \| †Ceratosauria \| \| \| \| \| \| Tetanurae \| \| \| \| |
|           | \| \| †Ceratosauria \| \| \| \| \| \| Tetanurae \| \| \| \| |
|           | †Ceratosauria                                               |
|           |                                                             |
|           | Tetanurae                                                   |
|           |                                                             |

|  | †Ceratosauria |
|  |               |
|  | Tetanurae     |
|  |               |

|           | †Dilophosauridae                                            |
|           |                                                             |
| Averostra | \| \| †Ceratosauria \| \| \| \| \| \| Tetanurae \| \| \| \| |
|           | \| \| †Ceratosauria \| \| \| \| \| \| Tetanurae \| \| \| \| |
|           | †Ceratosauria                                               |
|           |                                                             |
|           | Tetanurae                                                   |
|           |                                                             |

|  | †Ceratosauria |
|  |               |
|  | Tetanurae     |
|  |               |

|           | †Dilophosauridae                                            |
|           |                                                             |
| Averostra | \| \| †Ceratosauria \| \| \| \| \| \| Tetanurae \| \| \| \| |
|           | \| \| †Ceratosauria \| \| \| \| \| \| Tetanurae \| \| \| \| |
|           | †Ceratosauria                                               |
|           |                                                             |
|           | Tetanurae                                                   |
|           |                                                             |

|  | †Ceratosauria |
|  |               |
|  | Tetanurae     |
|  |               |

|           | †Dilophosauridae                                            |
|           |                                                             |
| Averostra | \| \| †Ceratosauria \| \| \| \| \| \| Tetanurae \| \| \| \| |
|           | \| \| †Ceratosauria \| \| \| \| \| \| Tetanurae \| \| \| \| |
|           | †Ceratosauria                                               |
|           |                                                             |
|           | Tetanurae                                                   |
|           |                                                             |

|  | †Ceratosauria |
|  |               |
|  | Tetanurae     |
|  |               |

|           | †Dilophosauridae                                            |
|           |                                                             |
| Averostra | \| \| †Ceratosauria \| \| \| \| \| \| Tetanurae \| \| \| \| |
|           | \| \| †Ceratosauria \| \| \| \| \| \| Tetanurae \| \| \| \| |
|           | †Ceratosauria                                               |
|           |                                                             |
|           | Tetanurae                                                   |
|           |                                                             |

|  | †Ceratosauria |
|  |               |
|  | Tetanurae     |
|  |               |

|           | †Dilophosauridae                                            |
|           |                                                             |
| Averostra | \| \| †Ceratosauria \| \| \| \| \| \| Tetanurae \| \| \| \| |
|           | \| \| †Ceratosauria \| \| \| \| \| \| Tetanurae \| \| \| \| |
|           | †Ceratosauria                                               |
|           |                                                             |
|           | Tetanurae                                                   |
|           |                                                             |

|  | †Ceratosauria |
|  |               |
|  | Tetanurae     |
|  |               |

|           | †Dilophosauridae                                            |
|           |                                                             |
| Averostra | \| \| †Ceratosauria \| \| \| \| \| \| Tetanurae \| \| \| \| |
|           | \| \| †Ceratosauria \| \| \| \| \| \| Tetanurae \| \| \| \| |
|           | †Ceratosauria                                               |
|           |                                                             |
|           | Tetanurae                                                   |
|           |                                                             |

|  | †Ceratosauria |
|  |               |
|  | Tetanurae     |
|  |               |

|           | †Dilophosauridae                                            |
|           |                                                             |
| Averostra | \| \| †Ceratosauria \| \| \| \| \| \| Tetanurae \| \| \| \| |
|           | \| \| †Ceratosauria \| \| \| \| \| \| Tetanurae \| \| \| \| |
|           | †Ceratosauria                                               |
|           |                                                             |
|           | Tetanurae                                                   |
|           |                                                             |

|  | †Ceratosauria |
|  |               |
|  | Tetanurae     |
|  |               |

|           | †Dilophosauridae                                            |
|           |                                                             |
| Averostra | \| \| †Ceratosauria \| \| \| \| \| \| Tetanurae \| \| \| \| |
|           | \| \| †Ceratosauria \| \| \| \| \| \| Tetanurae \| \| \| \| |
|           | †Ceratosauria                                               |
|           |                                                             |
|           | Tetanurae                                                   |
|           |                                                             |

|  | †Ceratosauria |
|  |               |
|  | Tetanurae     |
|  |               |

|           | †Dilophosauridae                                            |
|           |                                                             |
| Averostra | \| \| †Ceratosauria \| \| \| \| \| \| Tetanurae \| \| \| \| |
|           | \| \| †Ceratosauria \| \| \| \| \| \| Tetanurae \| \| \| \| |
|           | †Ceratosauria                                               |
|           |                                                             |
|           | Tetanurae                                                   |
|           |                                                             |

|  | †Ceratosauria |
|  |               |
|  | Tetanurae     |
|  |               |

|           | †Dilophosauridae                                            |
|           |                                                             |
| Averostra | \| \| †Ceratosauria \| \| \| \| \| \| Tetanurae \| \| \| \| |
|           | \| \| †Ceratosauria \| \| \| \| \| \| Tetanurae \| \| \| \| |
|           | †Ceratosauria                                               |
|           |                                                             |
|           | Tetanurae                                                   |
|           |                                                             |

|  | †Ceratosauria |
|  |               |
|  | Tetanurae     |
|  |               |

|           | †Dilophosauridae                                            |
|           |                                                             |
| Averostra | \| \| †Ceratosauria \| \| \| \| \| \| Tetanurae \| \| \| \| |
|           | \| \| †Ceratosauria \| \| \| \| \| \| Tetanurae \| \| \| \| |
|           | †Ceratosauria                                               |
|           |                                                             |
|           | Tetanurae                                                   |
|           |                                                             |

|  | †Ceratosauria |
|  |               |
|  | Tetanurae     |
|  |               |

|           | †Dilophosauridae                                            |
|           |                                                             |
| Averostra | \| \| †Ceratosauria \| \| \| \| \| \| Tetanurae \| \| \| \| |
|           | \| \| †Ceratosauria \| \| \| \| \| \| Tetanurae \| \| \| \| |
|           | †Ceratosauria                                               |
|           |                                                             |
|           | Tetanurae                                                   |
|           |                                                             |

|  | †Ceratosauria |
|  |               |
|  | Tetanurae     |
|  |               |

|           | †Dilophosauridae                                            |
|           |                                                             |
| Averostra | \| \| †Ceratosauria \| \| \| \| \| \| Tetanurae \| \| \| \| |
|           | \| \| †Ceratosauria \| \| \| \| \| \| Tetanurae \| \| \| \| |
|           | †Ceratosauria                                               |
|           |                                                             |
|           | Tetanurae                                                   |
|           |                                                             |

|  | †Ceratosauria |
|  |               |
|  | Tetanurae     |
|  |               |

|           | †Dilophosauridae                                            |
|           |                                                             |
| Averostra | \| \| †Ceratosauria \| \| \| \| \| \| Tetanurae \| \| \| \| |
|           | \| \| †Ceratosauria \| \| \| \| \| \| Tetanurae \| \| \| \| |
|           | †Ceratosauria                                               |
|           |                                                             |
|           | Tetanurae                                                   |
|           |                                                             |

|  | †Ceratosauria |
|  |               |
|  | Tetanurae     |
|  |               |

|           | †Dilophosauridae                                            |
|           |                                                             |
| Averostra | \| \| †Ceratosauria \| \| \| \| \| \| Tetanurae \| \| \| \| |
|           | \| \| †Ceratosauria \| \| \| \| \| \| Tetanurae \| \| \| \| |
|           | †Ceratosauria                                               |
|           |                                                             |
|           | Tetanurae                                                   |
|           |                                                             |

|  | †Ceratosauria |
|  |               |
|  | Tetanurae     |
|  |               |

|           | †Dilophosauridae                                            |
|           |                                                             |
| Averostra | \| \| †Ceratosauria \| \| \| \| \| \| Tetanurae \| \| \| \| |
|           | \| \| †Ceratosauria \| \| \| \| \| \| Tetanurae \| \| \| \| |
|           | †Ceratosauria                                               |
|           |                                                             |
|           | Tetanurae                                                   |
|           |                                                             |

|  | †Ceratosauria |
|  |               |
|  | Tetanurae     |
|  |               |

|           | †Dilophosauridae                                            |
|           |                                                             |
| Averostra | \| \| †Ceratosauria \| \| \| \| \| \| Tetanurae \| \| \| \| |
|           | \| \| †Ceratosauria \| \| \| \| \| \| Tetanurae \| \| \| \| |
|           | †Ceratosauria                                               |
|           |                                                             |
|           | Tetanurae                                                   |
|           |                                                             |

|  | †Ceratosauria |
|  |               |
|  | Tetanurae     |
|  |               |

|           | †Dilophosauridae                                            |
|           |                                                             |
| Averostra | \| \| †Ceratosauria \| \| \| \| \| \| Tetanurae \| \| \| \| |
|           | \| \| †Ceratosauria \| \| \| \| \| \| Tetanurae \| \| \| \| |
|           | †Ceratosauria                                               |
|           |                                                             |
|           | Tetanurae                                                   |
|           |                                                             |

|  | †Ceratosauria |
|  |               |
|  | Tetanurae     |
|  |               |

|           | †Dilophosauridae                                            |
|           |                                                             |
| Averostra | \| \| †Ceratosauria \| \| \| \| \| \| Tetanurae \| \| \| \| |
|           | \| \| †Ceratosauria \| \| \| \| \| \| Tetanurae \| \| \| \| |
|           | †Ceratosauria                                               |
|           |                                                             |
|           | Tetanurae                                                   |
|           |                                                             |

|  | †Ceratosauria |
|  |               |
|  | Tetanurae     |
|  |               |

|           | †Dilophosauridae                                            |
|           |                                                             |
| Averostra | \| \| †Ceratosauria \| \| \| \| \| \| Tetanurae \| \| \| \| |
|           | \| \| †Ceratosauria \| \| \| \| \| \| Tetanurae \| \| \| \| |
|           | †Ceratosauria                                               |
|           |                                                             |
|           | Tetanurae                                                   |
|           |                                                             |

|  | †Ceratosauria |
|  |               |
|  | Tetanurae     |
|  |               |

|           | †Dilophosauridae                                            |
|           |                                                             |
| Averostra | \| \| †Ceratosauria \| \| \| \| \| \| Tetanurae \| \| \| \| |
|           | \| \| †Ceratosauria \| \| \| \| \| \| Tetanurae \| \| \| \| |
|           | †Ceratosauria                                               |
|           |                                                             |
|           | Tetanurae                                                   |
|           |                                                             |

|  | †Ceratosauria |
|  |               |
|  | Tetanurae     |
|  |               |

|           | †Dilophosauridae                                            |
|           |                                                             |
| Averostra | \| \| †Ceratosauria \| \| \| \| \| \| Tetanurae \| \| \| \| |
|           | \| \| †Ceratosauria \| \| \| \| \| \| Tetanurae \| \| \| \| |
|           | †Ceratosauria                                               |
|           |                                                             |
|           | Tetanurae                                                   |
|           |                                                             |

|  | †Ceratosauria |
|  |               |
|  | Tetanurae     |
|  |               |

|           | †Dilophosauridae                                            |
|           |                                                             |
| Averostra | \| \| †Ceratosauria \| \| \| \| \| \| Tetanurae \| \| \| \| |
|           | \| \| †Ceratosauria \| \| \| \| \| \| Tetanurae \| \| \| \| |
|           | †Ceratosauria                                               |
|           |                                                             |
|           | Tetanurae                                                   |
|           |                                                             |

|  | †Ceratosauria |
|  |               |
|  | Tetanurae     |
|  |               |

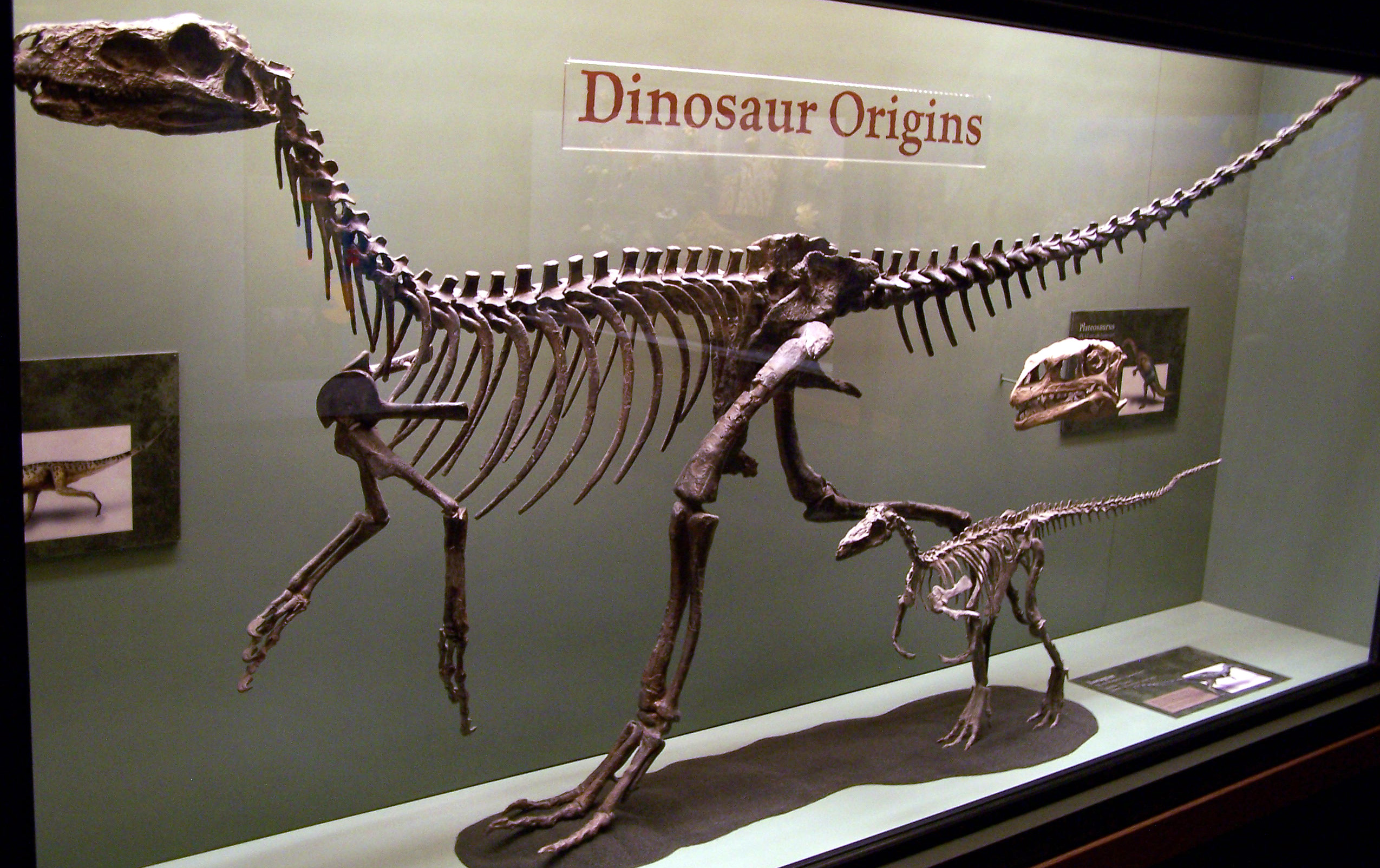
Herrerasaurus (grande), Eoraptor (pequeño) y Plateosaurus (cráneo), 3 saurisquios tempranos.

Posición de Eoraptor en la hipótesis de Baron et al..

|  | Herrerasaurus                                                  |
|  |                                                                |
|  | \| \| Chindesaurus \| \| \| \| \| \| Sanjuansaurus \| \| \| \| |
|  |                                                                |
|  | Chindesaurus                                                   |
|  |                                                                |
|  | Sanjuansaurus                                                  |
|  |                                                                |

|  | Chindesaurus  |
|  |               |
|  | Sanjuansaurus |
|  |               |

|  | Herrerasaurus                                                  |
|  |                                                                |
|  | \| \| Chindesaurus \| \| \| \| \| \| Sanjuansaurus \| \| \| \| |
|  |                                                                |
|  | Chindesaurus                                                   |
|  |                                                                |
|  | Sanjuansaurus                                                  |
|  |                                                                |

|  | Chindesaurus  |
|  |               |
|  | Sanjuansaurus |
|  |               |

|  | Herrerasaurus                                                  |
|  |                                                                |
|  | \| \| Chindesaurus \| \| \| \| \| \| Sanjuansaurus \| \| \| \| |
|  |                                                                |
|  | Chindesaurus                                                   |
|  |                                                                |
|  | Sanjuansaurus                                                  |
|  |                                                                |

|  | Chindesaurus  |
|  |               |
|  | Sanjuansaurus |
|  |               |

|  | Herrerasaurus                                                  |
|  |                                                                |
|  | \| \| Chindesaurus \| \| \| \| \| \| Sanjuansaurus \| \| \| \| |
|  |                                                                |
|  | Chindesaurus                                                   |
|  |                                                                |
|  | Sanjuansaurus                                                  |
|  |                                                                |

|  | Chindesaurus  |
|  |               |
|  | Sanjuansaurus |
|  |               |

|  | Eodromaeus                                                     |
|  |                                                                |
|  | \| \| Liliensternus \| \| \| \| \| \| Neotheropoda \| \| \| \| |
|  |                                                                |
|  | Liliensternus                                                  |
|  |                                                                |
|  | Neotheropoda                                                   |
|  |                                                                |

|  | Liliensternus |
|  |               |
|  | Neotheropoda  |
|  |               |

|  | Eodromaeus                                                     |
|  |                                                                |
|  | \| \| Liliensternus \| \| \| \| \| \| Neotheropoda \| \| \| \| |
|  |                                                                |
|  | Liliensternus                                                  |
|  |                                                                |
|  | Neotheropoda                                                   |
|  |                                                                |

|  | Liliensternus |
|  |               |
|  | Neotheropoda  |
|  |               |

|  | Eodromaeus                                                     |
|  |                                                                |
|  | \| \| Liliensternus \| \| \| \| \| \| Neotheropoda \| \| \| \| |
|  |                                                                |
|  | Liliensternus                                                  |
|  |                                                                |
|  | Neotheropoda                                                   |
|  |                                                                |

|  | Liliensternus |
|  |               |
|  | Neotheropoda  |
|  |               |

|  | Eodromaeus                                                     |
|  |                                                                |
|  | \| \| Liliensternus \| \| \| \| \| \| Neotheropoda \| \| \| \| |
|  |                                                                |
|  | Liliensternus                                                  |
|  |                                                                |
|  | Neotheropoda                                                   |
|  |                                                                |

|  | Liliensternus |
|  |               |
|  | Neotheropoda  |
|  |               |

|  | Eodromaeus                                                     |
|  |                                                                |
|  | \| \| Liliensternus \| \| \| \| \| \| Neotheropoda \| \| \| \| |
|  |                                                                |
|  | Liliensternus                                                  |
|  |                                                                |
|  | Neotheropoda                                                   |
|  |                                                                |

|  | Liliensternus |
|  |               |
|  | Neotheropoda  |
|  |               |

|  | Eodromaeus                                                     |
|  |                                                                |
|  | \| \| Liliensternus \| \| \| \| \| \| Neotheropoda \| \| \| \| |
|  |                                                                |
|  | Liliensternus                                                  |
|  |                                                                |
|  | Neotheropoda                                                   |
|  |                                                                |

|  | Liliensternus |
|  |               |
|  | Neotheropoda  |
|  |               |

|  | Eodromaeus                                                     |
|  |                                                                |
|  | \| \| Liliensternus \| \| \| \| \| \| Neotheropoda \| \| \| \| |
|  |                                                                |
|  | Liliensternus                                                  |
|  |                                                                |
|  | Neotheropoda                                                   |
|  |                                                                |

|  | Liliensternus |
|  |               |
|  | Neotheropoda  |
|  |               |

|  | Eodromaeus                                                     |
|  |                                                                |
|  | \| \| Liliensternus \| \| \| \| \| \| Neotheropoda \| \| \| \| |
|  |                                                                |
|  | Liliensternus                                                  |
|  |                                                                |
|  | Neotheropoda                                                   |
|  |                                                                |

|  | Liliensternus |
|  |               |
|  | Neotheropoda  |
|  |               |

|  | Herrerasaurus                                                  |
|  |                                                                |
|  | \| \| Chindesaurus \| \| \| \| \| \| Sanjuansaurus \| \| \| \| |
|  |                                                                |
|  | Chindesaurus                                                   |
|  |                                                                |
|  | Sanjuansaurus                                                  |
|  |                                                                |

|  | Chindesaurus  |
|  |               |
|  | Sanjuansaurus |
|  |               |

|  | Herrerasaurus                                                  |
|  |                                                                |
|  | \| \| Chindesaurus \| \| \| \| \| \| Sanjuansaurus \| \| \| \| |
|  |                                                                |
|  | Chindesaurus                                                   |
|  |                                                                |
|  | Sanjuansaurus                                                  |
|  |                                                                |

|  | Chindesaurus  |
|  |               |
|  | Sanjuansaurus |
|  |               |

|  | Herrerasaurus                                                  |
|  |                                                                |
|  | \| \| Chindesaurus \| \| \| \| \| \| Sanjuansaurus \| \| \| \| |
|  |                                                                |
|  | Chindesaurus                                                   |
|  |                                                                |
|  | Sanjuansaurus                                                  |
|  |                                                                |

|  | Chindesaurus  |
|  |               |
|  | Sanjuansaurus |
|  |               |

|  | Herrerasaurus                                                  |
|  |                                                                |
|  | \| \| Chindesaurus \| \| \| \| \| \| Sanjuansaurus \| \| \| \| |
|  |                                                                |
|  | Chindesaurus                                                   |
|  |                                                                |
|  | Sanjuansaurus                                                  |
|  |                                                                |

|  | Chindesaurus  |
|  |               |
|  | Sanjuansaurus |
|  |               |

|  | Eodromaeus                                                     |
|  |                                                                |
|  | \| \| Liliensternus \| \| \| \| \| \| Neotheropoda \| \| \| \| |
|  |                                                                |
|  | Liliensternus                                                  |
|  |                                                                |
|  | Neotheropoda                                                   |
|  |                                                                |

|  | Liliensternus |
|  |               |
|  | Neotheropoda  |
|  |               |

|  | Eodromaeus                                                     |
|  |                                                                |
|  | \| \| Liliensternus \| \| \| \| \| \| Neotheropoda \| \| \| \| |
|  |                                                                |
|  | Liliensternus                                                  |
|  |                                                                |
|  | Neotheropoda                                                   |
|  |                                                                |

|  | Liliensternus |
|  |               |
|  | Neotheropoda  |
|  |               |

|  | Eodromaeus                                                     |
|  |                                                                |
|  | \| \| Liliensternus \| \| \| \| \| \| Neotheropoda \| \| \| \| |
|  |                                                                |
|  | Liliensternus                                                  |
|  |                                                                |
|  | Neotheropoda                                                   |
|  |                                                                |

|  | Liliensternus |
|  |               |
|  | Neotheropoda  |
|  |               |

|  | Eodromaeus                                                     |
|  |                                                                |
|  | \| \| Liliensternus \| \| \| \| \| \| Neotheropoda \| \| \| \| |
|  |                                                                |
|  | Liliensternus                                                  |
|  |                                                                |
|  | Neotheropoda                                                   |
|  |                                                                |

|  | Liliensternus |
|  |               |
|  | Neotheropoda  |
|  |               |

|  | Eodromaeus                                                     |
|  |                                                                |
|  | \| \| Liliensternus \| \| \| \| \| \| Neotheropoda \| \| \| \| |
|  |                                                                |
|  | Liliensternus                                                  |
|  |                                                                |
|  | Neotheropoda                                                   |
|  |                                                                |

|  | Liliensternus |
|  |               |
|  | Neotheropoda  |
|  |               |

|  | Eodromaeus                                                     |
|  |                                                                |
|  | \| \| Liliensternus \| \| \| \| \| \| Neotheropoda \| \| \| \| |
|  |                                                                |
|  | Liliensternus                                                  |
|  |                                                                |
|  | Neotheropoda                                                   |
|  |                                                                |

|  | Liliensternus |
|  |               |
|  | Neotheropoda  |
|  |               |

|  | Eodromaeus                                                     |
|  |                                                                |
|  | \| \| Liliensternus \| \| \| \| \| \| Neotheropoda \| \| \| \| |
|  |                                                                |
|  | Liliensternus                                                  |
|  |                                                                |
|  | Neotheropoda                                                   |
|  |                                                                |

|  | Liliensternus |
|  |               |
|  | Neotheropoda  |
|  |               |

|  | Eodromaeus                                                     |
|  |                                                                |
|  | \| \| Liliensternus \| \| \| \| \| \| Neotheropoda \| \| \| \| |
|  |                                                                |
|  | Liliensternus                                                  |
|  |                                                                |
|  | Neotheropoda                                                   |
|  |                                                                |

|  | Liliensternus |
|  |               |
|  | Neotheropoda  |
|  |               |

## Paleobiología

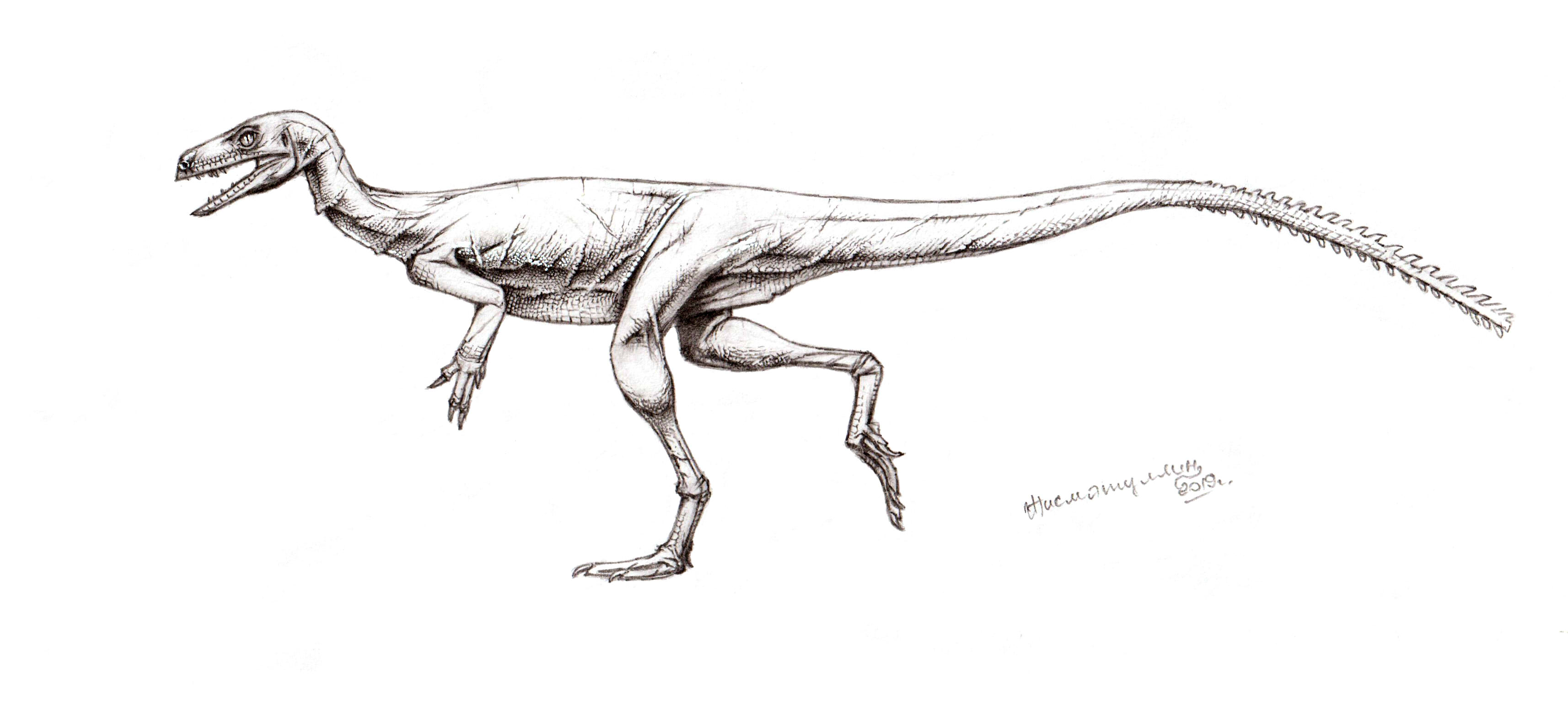
Recreación en vida

Se cree que Eoraptor fue un omnívoro. Era un velocista rápido y al atrapar a su presa, usaba garras y dientes para desgarrar a la presa. A diferencia de los dinosaurios carnívoros posteriores, carecía de una articulación deslizante en la articulación de la mandíbula inferior, con la que capturar grandes presas. Además, solo algunos de sus dientes estaban curvados y con bordes de sierra, a diferencia de los de la boca de los terópodos posteriores. La dentición heterodonta única de Eoraptor según Sereno et al. en 1993, consiste en dientes serrados y recurvados en la mandíbula superior, como los dientes de terópodos posteriores, y dientes en forma de hoja en la mandíbula inferior, como los dientes de los sauropodomorfos basales. Eoraptor tenía 4 dientes en la mandíbula inferior y 18 dientes en la mandíbula superior, una fórmula dental no muy diferente a la de Herrerasaurus.

## Paleoecología
Durante el Período Triásico Tardío , la Formación Ischigualasto fue una planicie de inundación volcánicamente activa cubierta por bosques, con un clima cálido y húmedo, pero sujeta a variaciones estacionales que incluían fuertes precipitaciones. La vegetación consistía en helechos, colas de caballo y coníferas gigantes, que formaban bosques de tierras altas a lo largo de las orillas de los ríos. Los restos de Herrerasaurus parecen haber sido los más comunes entre los carnívoros de la Formación Ischigualasto. Sereno en 1993  señaló que Eoraptor se encontró en "asociación cercana" con los terápsidos, los rauisuchianos , los arcosaurios, Saurosuchus y los dinosaurios Herrerasaurus y Pisanosaurus, todos los cuales vivían en su paleoambiente. Los herbívoros estaban representados por rincosaurios como Hyperodapedon, aetosaurios,  cinodontes como Probelesodon, dicinodontos kannemeyéridos como Ischigualastia y traversodóntidos  como Exaeretodon.. Estos herbívoros no dinosaurios eran mucho más abundantes que los dinosaurios tempranos. Los fósiles de dinosaurios, incluidos los de Eoraptor, solo representan aproximadamente el 6% de la muestra total que se ha recuperado de la Formación Ischigualasto según Rogers et al. en 1993, lo que sugiere que los dinosaurios eran menos numerosos que otros tetrápodos.